# Carlo Biotti
Carlo Biotti (Milão, 1901 - Alassio, 10 de dezembro de 1977) é um juiz italiano que serviu por muito tempo como vice-presidente e diretor executivo do Milan desde 1951. Ele detém a distinção de ser um dos mais bem sucedidos gestores atuantes no futebol europeu. Durante seu mandato como diretor executivo, o Milan venceu cinco vezes o Campeonato Italiano (1951,1955, 1957, 1959, 1962), UEFA Champions League, entre outros títulos. Um período que moldou a história do Milan Club com Nils Liedholm, Cesar Maldini, Gianni Rivera, Víctor Benítez, José Altafini, Giovanni Trapattoni. Em 1963, o Milan venceu o seu primeiro título continental ao vencer S.L. Benfica na final da Taça dos Campeões Europeus. Durante este período, o Milan também conquistou a primeira Copa do Mundo nas 1967 e três Taças dos Vencedores das Taças Europeias; Em 1967-68, em 1972-73 e em 1973-74.